# Fjallavatn
Fjallavatn är Färöarnas näst största insjö. Sjön är belägen på den norra delen ön Vágar. Den har en area på 1,03 km².